# Voo Uni Air 873
O Voo Uni Air 873 foi um voo doméstico de passageiros de Taiwan entre Taipei e Hualien que sofreu um incêndio após uma explosão durante o pouso no aeroporto de Hualien, Taiwan, em 24 de agosto de 1999, resultando em 27 feridos e uma morte.

## Acidente
O voo 873 da Uni Air partiu do Aeroporto de Taipei Songshan com destino ao aeroporto de Hualien. Ele transportava 90 passageiros e seis tripulantes. Logo após o pouso, às 12h36 local, uma explosão foi ouvida na seção frontal da cabine de passageiros, seguida por fumaça e fogo. Um passageiro foi atingido por fragmentos produzidos pela explosão, sendo a única morte. O piloto freou imediatamente e a evacuação de emergência dos passageiros foi iniciada. Após um pedido de ajuda do piloto à torre, os bombeiros do Aeroporto de Hualien e da Ala da Força Aérea correram para extinguir o incêndio, que foi apagado às 13:45.
Enquanto a parte superior da fuselagem foi completamente destruída, todos os 96 ocupantes foram evacuados com segurança. 14 passageiros ficaram gravemente feridos, enquanto outros 14 sofreram ferimentos leves com a explosão. A maioria dos passageiros feridos sofreu queimaduras. Uma das passageiros com ferimentos graves morreu 47 dias após o acidente, enquanto outra passageira abortou seu feto de 26 semanas.

## Investigação
Após o acidente, o Conselho de Segurança dos Transportes de Taiwan estabeleceu uma Equipe de Investigação de Acidentes. Os resultados iniciais revelaram que os fatores envolvidos no acidente não estavam relacionados exclusivamente à segurança da aviação. A investigação revelou mais tarde que o ex-decatleta taiwanês Ku Chin-shui, que estava ausente do voo, deu garrafas de líquido inflamável para seu sobrinho transportar.
Um relatório do Conselho de Segurança da Aviação disse que se pensava que as garrafas estavam seladas incorretamente e gases de gasolina vazaram, que mais tarde se incendiaram quando uma bateria de motocicleta em um compartimento de bagagem próximo foi empurrada, descarregando um arco elétrico. Ku foi inicialmente condenado a uma pena de prisão de 10 anos, que foi encurtado para 7 anos após recurso. O quinto novo julgamento o considerou inocente depois que o juiz disse que, embora Ku tenha pedido a seu sobrinho para carregar uma garrafa de água sanitária em sua bagagem, os fragmentos que deram positivo para gasolina não se limitaram aos fragmentos da garrafa.

## Na cultura popular
O acidente é destaque no terceiro episódio da temporada 20 de Mayday, também conhecido como Air Crash Investigation and Air Disasters. O episódio é intitulado "Explosive Touchdown" (Pouso Explosivo em tradução literal).